# No More Tears on the Dancefloor
No More Tears On The Dancefloor — второй сингл с альбома «Two» дуэта Томаса Андерса и Уве Фаренкрога-Петерсена, выпущенный 2 сентября 2011 года. Сингловая версия заглавной песни отличается от альбомной. На CD релизе есть внеальбомный трек «Now Or Never».
Песня «No More Tears On The Dancefloor» написана вокалистом известной группы Savage Garden Дарреном Хейзом в соавторстве с Карлом Фолком.

## Список композиций
1. No More Tears On The Dancefloor (Radio Edit) 03:28
2. No More Tears On The Dancefloor (VINYLSHAKERZ Softmode remix) 06:09
3. Now Or Never 04:12

## Продвижение
На немецком телевидении с конца июня 2011 года проходит промокампания, связанная с синглом, включающая в себя выступления в различных ТВ-шоу.
Также был снят музыкальный видеоклип.
В частности выступления на следующих шоу-программах:
1. ZDF / Fernsehgarten 26 июня 2011 года;
2. SWR / Ehrensache 21 августа 2011 года;
3. SWR / auf Tour 26 августа 2011 года;;
4. ZDF / Die Herbstshow 23 октября 2011 года;
5. SF1 / Happy Day 29 октября 2011 года.
Альбомная версия песни "No More Tears On The Dancefloor" была исполнена единственный раз 26 июня 2011 года в шоу-программе Fernsehgarten.